# Reich & sexy II
Reich & sexy II  ist ein Best-of-Album der Band Die Toten Hosen. Es wurde anlässlich ihres zwanzigjährigen Gründungsjubiläums als Einzel- oder als Doppel-CD veröffentlicht. Die erste CD, die den Untertitel Die fetten Jahre trägt, besteht zum größten Teil aus Erfolgstiteln der Gruppe seit 1993. Sie enthält zudem mit Irre, Madeleine (aus Lüdenscheid) und Zur Hölle und zurück drei neue, bis dahin unveröffentlichte Lieder.
Die zweite CD ist als Jubiläumszugabe gedacht, gab es nicht einzeln zu erwerben und trägt den Untertitel Perlen vor die Säue. Sie besteht hauptsächlich aus B-Seiten bisher veröffentlichter Singles, einer Studiosession aus dem Jahre 1987 und einem Interview mit dem ehemaligen Gitarristen der Band Walter November, der kurz nach der Gründung Die Toten Hosen verlassen hat.

## Cover
In der Art der Covergestaltung lehnt sich die Band an ihre erste Kompilation Reich & sexy aus dem Jahre 1993 an, umgibt sich jedoch statt mit dreizehn nackten Damen nun mit neunzig unbekleideten Models. Ganz so viele Frauen hatten die beiden Fotografen Nina Pohl und Andreas Gursky für die Aufnahme jedoch nicht ins Studio bestellt, denn bei dem Bild handelt es sich um eine digitale Fotomontage und einige Models wurden mehrfach abgebildet.
Gursky fotografierte schon 2000 das Publikum von der Bühne aus bei einem Konzert der Toten Hosen in der Dortmunder Westfalenhalle. Die großformatige Aufnahme kann man heute im Museum Ludwig in Köln und im Museum of Modern Art in New York sehen.

## Titelliste
| CD 1 – Die fetten Jahre: 1. Pushed Again – 3:50 2. Bonnie & Clyde – 3:34 (Breitkopf / Campino) 3. Schön sein – 3:11 (Funny van Dannen, Campino) 4. Frauen dieser Welt – 3:51 Cover von Funny van Dannen 5. Paradies – 3:59 (Campino) 6. Nichts bleibt für die Ewigkeit – 3:54 (Andreas von Holst, Campino / Hanns Christian Müller, von Holst, Campino) 7. Was zählt – 4:39 (Campino) 8. Unsterblich – 3:46 (Campino, v. Holst / Campino) 9. Irre – 3:30 (Breitkopf, Andreas Meurer / Campino) 10. Steh auf, wenn du am Boden bist – 3:53 (Campino, v. Holst / Campino) 11. Warum werde ich nicht satt? – 3:28 (Breitkopf, v. Holst / Campino) 12. Madelaine (aus Lüdenscheid) – 3:37 (van Dannen, Campino) 13. Weihnachtsmann vom Dach – 4:03 (v. Holst / Campino) 14. Zur Hölle und zurück – 3:28 (v. Holst, Campino) 15. Nur zu Besuch – 4:29 (Campino, v. Holst / Campino) 16. Niemals einer Meinung – 4:43 (Campino) 17. Bayern – 4:19 (van Dannen, Campino) 18. Auld Lang Syne – 2:32 19. Zehn kleine Jägermeister – 4:22 (Wolfgang Rohde / Müller, Campino) 20. Schönen Gruß, auf Wiedersehen – 3:33 (Rohde / Campino) | CD 2 – Perlen vor die Säue: 1. Entenhausen bleibt stabil – 3:25 (Breitkopf / Müller) 2. Hang On Sloopy – 2:30 3. Vor dem Sturm – 3:12 (Rohde / Campino) 4. Wahre Liebe – 3:29 (Rohde / Campino) 5. Abitur – 1:57 (Breitkopf / Campino) 6. Die 7 ist alles – 4:32 (Meurer / Campino) 7. Tout pour sauver l’amour – 4:31 (Campino / Casariego) mit Marina Casariego, Sängerin von „Marousse“ 8. Rest der Welt – 3:54 (Campino) 9. Police on My Back – 2:16 Cover von The Equals mit Ronald Biggs 10. Kleiner Junge – 3:58 (v. Holst / Campino) 11. In Gottes Namen – 3:45 (Campino, von Holst) 12. Alkohol – 2:03 (Rohde / Campino) 13. Long way from Liverpool – 3:02 (Breitkopf, John Plain / Campino) 14. Ein Witz – 2:56 (Meurer / Campino) 15. Babylon's Burning – 2:23 Cover von The Ruts 16. Alles ist eins – 3:21 (v. Holst / Campino) 17. Geh aus dem Weg – 2:58 (Breitkopf / Campino) mit Jakob Keusen am Schlagzeug 18. 100 Tage bis zum Untergang – 4:02 (Meurer / Campino) Studiosession von 1987 19. Walter November – Ein Interview – 1:40 20. You’ll Never Walk Alone – 2:34 |

## Videoalbum
Parallel zum Album erschien im selben Jahr die DVD Reich & sexy II – Die fetten Jahre – Ihre erfolgreichsten Videoclips plus das Beste von früher. Sie enthält 28 Musikvideos. Die Bandmitglieder sprechen dort zusätzlich über die Entstehungsgeschichten und über ihre Erlebnisse bei jeder einzelnen Aufnahme. Das beiliegende, gefaltete Booklet stellt ein Mini-Poster des Covers dar. Enthalten sind folgende Clips:
1. Reisefieber, Regie: Jörg Sonntag, 1982
2. Eisgekühlter Bommerlunder, Regie: Wolfgang Büld, 1983
3. Hier kommt Alex, Regie: Walter Knofel, 1988
4. 1000 gute Gründe, Regie: Walter Knofel, 1989
5. Azzurro, Regie: Hanns Christian Müller, 1990
6. All die ganzen Jahre, Walter Knofel, 1990
7. Carnival In Rio (Punk Was), Regie: Markus Herold, 1991
8. Wünsch Dir was, Regie: Hans Neleman, 1993
9. Alles aus Liebe, Regie: Hans Neleman, 1993
10. Kauf Mich!, Regie: Hans Neleman, 1994
11. The Return of Alex, Regie: René Eller, 1994
12. Nichts bleibt für die Ewigkeit, Regie: Hans Neleman, 1995
13. Paradies, Regie: Gabo und Martin Weisz, 1996
14. Bonnie & Clyde, Regie: Ralf Schmerberg, 1996
15. Zehn kleine Jägermeister, Regie: Ralf Schmerberg, 1996
16. Alles aus Liebe – live, Regie: Sven Offen und DoRo, 1997
17. Pushed Again, Regie: Ralf Schmerberg, 1998
18. Weihnachtsmann vom Dach, Regie: Ralf Schmerberg, 1998
19. Auld Lang Syne, Regie: Norbert Heitker und Sven Offen, 1999
20. You’re Dead, Regie: Andy Hurst, 1999
21. Schön sein, Regie: Stefan Telegdy, 1999
22. Unsterblich, Regie: Peter Lindbergh, 2000
23. Bayern, Regie: Peter Thorwarth, 2000
24. Warum werde ich nicht satt?, Regisseur: Wim Wenders, 2000
25. Was zählt, Regie: Ralf Schmerberg, 2001
26. Kein Alkohol (ist auch keine Lösung)!, Regie: Peter Thorwarth, 2002
27. Steh auf, wenn du am Boden bist, Regie: Olaf Heine, 2002
28. Nur zu Besuch, Regie: Olaf Heine, 2002

## Chartplatzierungen und Auszeichnungen
Das Album erreichte Platz zwei der Charts in Deutschland, Platz acht in Österreich und Platz neun in der Schweiz. Es wurde 2002 mit einer Goldenen und einer Platin-Schallplatte in Deutschland ausgezeichnet; in Österreich einmal mit Gold. Bis ins Jahr 2010 bekam das Album in Deutschland nochmals zweimal Platin.